# Thomas Henry Ismay
Thomas Henry Ismay, född 7 januari 1837, död 23 november 1899, var grundare av Oceanic Steam Navigation Company, mer känd som White Star Line. Ismays son, Joseph Bruce Ismay, var direktör ombord på ångaren Titanic, som kolliderade med ett isberg natten till den 15 april 1912 och sjönk, men Ismay överlevde.

## Biografi
Thomas Henry Ismay föddes den 7 januari 1837, i en liten stuga i staden Maryport, Cumberland, som äldste son till skeppsbyggmästare Joseph Ismay. Efter avslutade studier vid 16 års ålder på High School i Brampton, Cumberland började han som lärling med skeppsmäklare Imire i Tomlison, Liverpool. När han hade avlagt sin lärlingsutbildning valde han att flytta till Sydamerika för att skaffa sig goda erfarenheter på öppet hav. 
Han återvände senare till England där han inledde ett samarbete med marinofficeren Sir Edward Harland. År 1868 köpte de upp White Star Line. Syftet var att bygga snabbare och mer långlivade järnfartyg samt att vara med i konkurrensen om Nordatlanten. Ismay hade nu börjat inleda ett unikt samarbete med skeppsvarvet Harland & Wolff. De hade ett avtal om att skeppsvarvet inte skulle bygga fartyg åt något annat rederi, medan White Star Line i sin tur inte skulle beställa fartyg hos något annat varv, ett avtal som visade sig skulle gynna båda parter. År 1873 bildade Ismay Oceanic Steam Navigation Company som skulle öppna trafik över Atlanten. Thomas Ismay menade att komforten ombord på fartygen var minst lika viktig som farten, då det på denna tid rådde en stor oro att resa över Atlanten, då det oftast tog lång tid, varför fartygen inte alltid nådde ända fram. 
Sedan White Star Line byggt det nya fartyget Oceanic byggde de S/S Atlantic, Baltic och Republic. Dessa fartyg kom att kallas för "de fyra stora" och kom att revolutionera den vinstbringande passagerartrafiken. White Star Line började nu få mera förtroende bland emigranter, då de började bygga fina matsalar på fartygen och långa öppna promenadytor som utrustades med rinnande vatten. De försåg också passagerarhytterna med elektricitet.

## Familj och död
Ismay gifte sig med Margaret Bruce 1859. Tillsammans hade de tre söner och fyra döttrar.  Thomas Henry Ismay dog vid Dawpool nära Birkenhead den 23 november 1899 och begravdes i Thurstanton kyrkogård. Hans hustru återhämtade sig aldrig efter Ismays död. Hon avled sju år senare.
Efter Isamys död togs verksamheten för White Star Line över av sonen Joseph Bruce Ismay. Denne låg bakom byggandet av Titanic.